# David Guetta
Pierre David Guetta (sinh ngày 7 tháng 11 năm 1967), thường được biết đến với nghệ danh David Guetta (phát âm tiếng Pháp: [daˌvid ɡɛˈta]), là một nam DJ, nhạc sĩ kiêm nhà sản xuất thu âm người Pháp. Ông đồng sáng lập Gum Productions cùng với Jean-Charles Carré và Joachim Garraud, đồng thời cũng cho ra album đầu tiên của ông, Just a Little More Love, vào năm 2002. Sau đó, hai album tiếp theo của ông là Guetta Blaster (2004) và Pop Life (2007).
Guetta đạt được thành công đỉnh cao của anh với album năm 2009 One Love, bao gồm các đĩa đơn hit như "When Love Takes Over", "Gettin' Over You", "Sexy Bitch", và "Memories", ba đĩa đơn đầu tiên đứng đầu tại Vương quốc Anh. Album tiếp theo vào năm 2011, Nothing but the Beat, đã nối tiếp sự nghiệp thành công của ông, bao gồm những đĩa đơn hit như "Where Them Girls At", "Little Bad Girl", "Without You", "Titanium" và "Turn Me On".Ông nằm trong những DJ đầu tiên theo đuổi dòng nhạc EDM và được biết đến như "Người đàn ông của dòng nhạc EDM".

## Sự nghiệp âm nhạc

### 1984–2000: Thời thơ ấu và bắt đầu sự nghiệp
Ở tuổi 19, Guetta bắt đầu sự nghiệp DJ của mình tại câu lạc bộ Broad Club ở Paris. Ban đầu, ông chỉ chơi các ca khúc nổi tiếng vào thời đó, nhưng sau đó, ông khám phá ra dòng nhạc house sau khi nghe một ca khúc của Farley Keith trên đài phát thanh Pháp vào năm 1987. Một năm sau đó, ông bắt lập ra một câu lạc bộ đêm của riêng mình. Năm 1990, ông phát hành "Nation Rap", một sản phẩm hợp tác với nam ca sĩ nhạc rap người Pháp Sidney Duteil.
Khoảng giữa thập niên 1990, Guetta chơi nhạc trong một số câu lạc bộ nổi tiếng như Le Centrale, the Rex, Le Boy, và Folies Pigalle. Được phát hành vào năm 1994, đĩa đơn thứ hai của Guetta, một sản phẩm hợp tác với giọng ca nhạc house người Mỹ Robert Owens có tựa đề "Up & Away", là một bản hit nhỏ trong các câu lạc bộ. Năm 1994, David Guetta trở thành quản lý của câu lạc bộ đêm Le Palace, tiếp tục tổ chức các bữa tiệc ở đó và ở nhiều câu lạc bộ khác, như bữa tiệc "Scream" ở Les Bains Douches.

### 2001–2006:Just a Little More LovevàGuetta Blaster
Năm 2001, David Guetta cùng với Joachim Garraud lập nên Gum Productions, vào cùng năm đó, bản hit đầu tiên của Guetta, "Just a Little More Love", hợp tác với nam ca sĩ người Mỹ Chris Willis, ra đời. Album phòng thu đầu tay của Guetta, Just a Little More Love, được phát hành vào năm 2002 qua hãng đĩa Virgin Records và đã bán ra được hơn 300,000 bản. Các đĩa đơn tiếp theo của album ("Love Don't Let Me Go", "People Come People Go" và "Give Me Something") được phát hành trong năm 2002. Guetta ra mắt album biên tập đầu tay của mình, Fuck Me I'm Famous, vào năm 2003, đặt theo tên một bữa tiệc của ông ở Ibiza. Trong album có ca khúc "Just for One Day (Heroes)" và một bản phối khí ca khúc "Heroes" của David Bowie. Nhiều năm sau đó trong sự nghiệp, Guetta tiếp tục phát hành những album biên tập có tựa đề giống như vậy.
Album phòng thu thứ hai của Guetta, Guetta Blaster, được phát hành vào năm 2004. Album phát hành bốn đĩa đơn: Hai đĩa đơn "Money" và "Stay" hợp tác với Chris Willis, hai đĩa đơn còn lại là "The World Is Mine" và "In Love With Myself" đều hợp tác với JD Davis. Năm 2006, một đĩa đơn trong Just a Little More Love, "Love Don't Let Me Go", được tái phát hành và phối khí với ca khúc "Walking Away" của The Egg. Bản phối này có tựa là "Love Don't Let Me Go (Walking Away)" và có vị trí xếp hạng cao hơn hẳn ca khúc gốc.

### 2007–2008:Pop Life
Năm 2007, album phòng thu thứ ba của Guetta với tựa đề Pop Life được phát hành. Album này là một thành công lớn ở Anh, Ireland cùng một số quốc gia khác ở châu Âu. Theo EMI, vào năm 2010, album đã bán ra được tổng cộng 530,000 bản trên toàn thế giới. Đĩa đơn đầu tiên của album, "Love Is Gone", dẫn đầu bảng xếp hạng American Dance Chart và lọt được vào bảng xếp hạng Billboard Hot 100 ở vị trí #98.
Guetta đã đi tới nhiều quốc gia trên thế giới để quảng bá cho album này. Ông chơi nhạc ở Mauritius vào tháng 1 năm 2008, và đi cùng với ông là nam ca sĩ nhạc rap người Pháp JoeyStarr. Cùng năm đó, ông cùng vợ mình là Cathy lên kế hoạch cho một sự kiện tổ chức tại sân vận động Stade de France vào ngày 5 tháng 7 năm 2008. Sự kiên này có tên là "UNIGHTED", mà trong đó, Guetta biểu diễn cùng với Tiësto, Carl Cox, Joachim Garraud andvà Martin Solveig trước đám đông 40,000 người.
Năm 2009, Guetta xếp vị trí thứ ba trong cuộc thăm dò ý kiến khán giả về "Top 100 DJs" của tạp chí DJ Magazine, và tiếp đó ông được đề cử ở hạng mục "DJ nhạc House Xuất sắc nhất" trong Lễ trao giải DJ Awards năm 2008. Kể từ tháng 4 năm 2009, Guetta đã có một chương trình phát thanh riêng trên đài phát thanh internet RauteMusik vào chiều thứ bảy hàng tuần, chương trình này có tên là DJ Mix. Chương tình này sau đó được chuyển tới đài phát thanh Radio 538, phát sóng vào chiều thứ sáu hàng tuần sau chương trình Tiësto's Club Life.

### 2009–2010:One Lovevà bước đột phá

David Guetta trong tour diễn One Love Tour vào tháng 11 năm 2010.

Album phòng thu thứ tư của David Guetta với tựa đề One Love, được phát hành vào tháng 8 năm 2009. Đĩa đơn đầu tiên của album, "When Love Takes Over", hợp tác với nữ ca sĩ Kelly Rowland, đã đạt vị trí quán quân trên bảng xếp hạng UK Singles Chart và dẫn đầu bảng xếp hạng của rất nhiều các quốc gia khác trên thế giới. Đĩa đơn thứ hai từ album, "Sexy Bitch" hợp tác với Akon, trở thành đĩa đơn quán quân thứ hai của Guetta tại Anh. "One Love" hợp tác với Estelle, "Memories" hợp tác với Kid Cudi và "Gettin' Over You" hợp tác với Chris Willis, Fergie và LMFAO cũng nối tiếp sự thành công của các đĩa đơn trước đó. Tính đến tháng 5 năm 2011, album đã bán được 3,000,000 bản trên toàn thế giới. Album cũng đã được đề cử ở hạng mục Album nhạc Điện tử/Đance Xuất sắc nhất tại Giải Grammy lần thứ 52. Ca khúc "When Love Takes Over" cũng nhận được hai đề cử, một cho Thu âm nhạc Dance Xuất sắc nhất và một cho Thu âm Phối khí Xuất sắc nhất, và đã giành được chiến thắng sau đó. Phiên bản tái phát hành của album với tựa đề One More Love được phát hành vào ngày 29 tháng 11 năm 2010. Đĩa đơn đầu tiên từ album, "Who's That Chick?", với sự góp giọng của nữ ca sĩ Rihanna được phát hành vài tuần trước đó.
Vào ngày 16 tháng 6 năm 2009, ban nhạc The Black Eyed Peas phát hành đĩa đơn "I Gotta Feeling", đĩa đơn thứ hai từ album phòng thu thứ năm của họ, The E.N.D., và là một ca khúc được sản xuất bởi David Guetta. Ca khúc nhanh chóng trở thành một hit lớn trên toàn thế giới, dẫn đầu bảng xếp hạng của mười bảy quốc gia, đồng thời trở thành ca khúc có lượt tải về nhiều nhất mọi thời đại ở Mỹ với gần 7,5 triệu bản được bán ra, còn ở Anh đã tiêu thụ được hơn 1 triệu bản. Guetta được đề cử hai lần cho việc hợp tác của ông với The Black Eyed Peas tại Giải Grammy lần thứ 52, ở hạng mục Ghi âm của Năm cho "I Gotta Feeling" và hạng mục Album của Năm cho album The E.N.D.. Năm 2010, ông là đồng sáng tác và là nhà sản xuất cho đĩa đơn "Commander" của Kelly Rowland từ album phòng thu thứ ba của cô, Here I Am. Ca khúc đã giành được ngôi vị quán quân trên bảng xếp hạng Hot Dance Club Songs của tạp chí Billboard Mỹ, đồng thời lọt vào Top 10 tại Bỉ và Anh. Guetta ngoài ra cũng là đồng sản xuất cho "Forever and a Day", đĩa đơn tiếp theo của Kelly Rowland ở Anh từ album đó. Ông cũng là nhà sản xuất cho hai đĩa đơn "Acapella" và "Scream" từ album phòng thu thứ năm của nữ ca sĩ-nhạc sĩ người Mỹ Kelis, Flesh Tone. Vào ngày 28 tháng 6 năm 2012, nam ca sĩ nhạc rap người Mỹ Flo Rida phát hành đĩa đơn "Club Can't Handle Me" hợp tác với David Guetta, một ca khúc nằm trong album nhạc phim Step Up 3D.

### 2011–hiện tại:Nothing but the Beat
Album phòng thu thứ năm của David Guetta, Nothing but the Beat, được phát hành vào ngày 30 tháng 8 năm 2012. Album được phát hành dưới dạng đĩa đôi, với đĩa CD thứ nhất bao gồm các ca khúc có sự hợp tác của những nghệ sĩ đến từ thế giới nhạc R&B, hip hop và pop, trong khi đó, đĩa CD thứ hai lại bao gồm các ca khúc nhạc sàn không lời. Nam DJ người Pháp này đã lấy cảm hứng từ những ban nhạc rock nổi tiếng như Kings of Leon hay Coldplay để thêm một chút rock vào sản phẩm của mình. "Where Them Girls At" hợp tác với Nicki Minaj và Flo Rida, đĩa đơn đầu tiên của album, được phát hành vào ngày 2 tháng 5 năm 2011. "Little Bad Girl" hợp tác với Ludacris và Taio Cruz được chọn làm đĩa đơn thứ hai từ album và được phát hành vào ngày 28 tháng 6 năm 2011. Đĩa đơn thứ ba được từ album được phát hành vào ngày 27 tháng 9 năm 2011, đây là một sản phẩm hợp tác giữa Guetta và nam ca sĩ Usher, đĩa đơn có tựa đề là "Without You". Guetta cũng phát hành một số đĩa đơn quảng bá cho Nothing But the Beat như "Titanium" hợp tác với Sia, "Lunar" với Afrojack, và "Night of Your Life" hợp tác với Jennifer Hudson. Album cũng bao gồm đĩa đơn nổi tiếng "Sweat", hợp tác với Snoop Dogg, "Turn Me On" hợp tác với Nicki Minaj, và đĩa đơn "I Can Only Imagine hợp tác với Chris Brown & Lil Wayne. Một ca khúc khác cũng nằm trong album có tên là "Sunshine" có sự xuất hiện của nhà sản xuất nhạc điện tử/dance Avicii, người đã sáng tác nên bài hit "Levels".

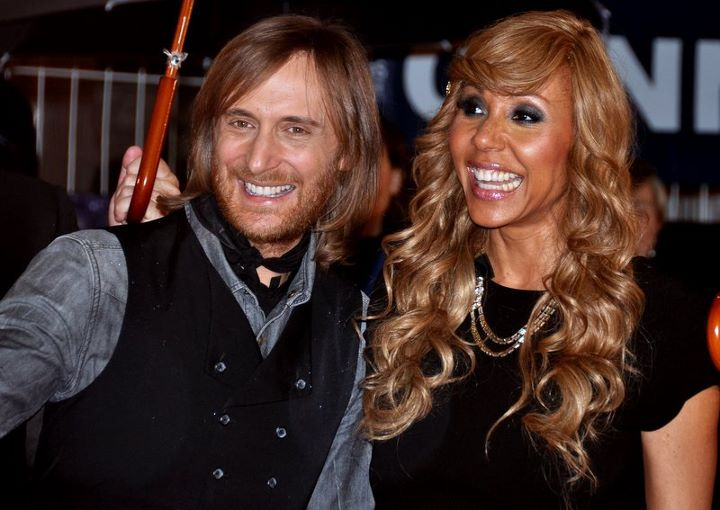
Guetta và vợ của anh, Cathy vào tháng 1 năm 2012 tại lễ trao giải NRJ Music Awards.

Album tái phát hành của Nothing but the Beat, có tựa đề là Nothing but the Beat 2.0, được phát hành vào ngày 7 tháng 9 năm 2012. Đĩa đơn đầu tiên từ album này là "She Wolf (Falling to Pieces)", một sản phẩm hợp tác giữa Guetta và nữ ca sĩ người Úc Sia, người cũng đã từng hợp tác với ông trong đĩa đơn "Titanium". "Just One Last Time" hợp tác với Taped Rai, là đĩa đơn thứ hai từ album.

### 2014–hiện tại:Listen
Album phòng thu thứ sáu của mình,Listen , đã được phát hành trên toàn thế giới vào ngày 21 tháng 11 năm 2014 thông qua Big Beat Records và Atlantic Records. Guetta đồng sáng tác ca khúc chủ đề "Listen" cùng với Austin Bis. "Dangerous" tính năng Sam Martin, đã được phát hành như là đĩa đơn thứ ba từ album vào ngày 05 Tháng 10 năm 2014.
Ngày 30 tháng tư, năm 2015, nó được tiết lộ rằng bài hát của Guetta "What I Did for Love" sẽ có một phiên bản đặc biệt với giọng hát từ Nhật Bản ca sĩ Namie Amuro cho album sắp tới của cô Genic.
Vào tháng 3 năm 2015, Guetta phát hành ca khúc thứ tư từ Listen, được phép Hey Mama. tính năng giọng hát của Nicki Minaj và Bebe Rexha, và cũng có tính năng Afrojack. Bài hát đã thành công, lọt vào top ten tại Anh và ở Mỹ. Ngày 22 tháng 6 năm 2015, Guetta trở thành nghệ sĩ thứ ba để đạt 2 tỷ suối trên Spotify và phát hành một bản remix của "Hey Mama" qua Boaz van de Beatz, để kỷ niệm dịp này.
Trong tháng 12 năm 2015, UEFA công bố, rằng Guetta sẽ là âm nhạc Đại sứ cho UEFA Euro 2016. Bài hát chính thức của giải đấu sẽ được gọi là  và nó cũng sẽ được tích hợp trong suốt giải đấu, bao gồm cả 'This One's For You' cho mỗi trận đấu truyền hình phát sóng, và cũng sẽ được thực hiện bởi Guetta tại lễ khai mạc và bế mạc.

## Cuộc sống riêng
Cha của ông là việc tại một nhà hàng của Maroc gốc Do Thái, còn mẹ ông là một người phụ nữ gốc Bỉ. Guetta kết hôn với Cathy Guetta, một người quản lý câu lạc bộ đêm, và đã có hai người con, Tim Elvis Eric (sinh 2004) và Angie (sinh 2007). Ông cùng gia đình hiện sống ở Mỹ.

## Danh sách đĩa nhạc
- Just a Little More Love (2002)
- Guetta Blaster (2004)
- Pop Life (2007)
- One Love (2009)
- Nothing but the Beat (2011)
- Listen (2014)
- 7 (2018)

## Giải thưởng và đề cử
| Năm  | Lễ trao giải            | Hạng mục                                      | Đề cử                                       | Kết quả   |
| ---- | ----------------------- | --------------------------------------------- | ------------------------------------------- | --------- |
| 2006 | DJ Awards               | DJ nhạc House Xuất sắc nhất                   |                                             | Đề cử     |
| 2007 | DJ Awards               | DJ Quốc tế Xuất sắc nhất                      |                                             | Đoạt giải |
| 2007 | DJ Awards               | Best Ibiza Night                              |                                             | Đoạt giải |
| 2007 | World Music Awards      | DJ có Lượng bán Xuất sắc nhất                 |                                             | Đoạt giải |
| 2007 | TMF Awards              | Trình diễn nhạc Dance Xuất sắc nhất           |                                             | Đề cử     |
| 2008 | DJ Awards               | DJ nhạc House Xuất sắc nhất                   |                                             | Đoạt giải |
| 2008 | MTV Europe Music Awards | Trình diễn người Pháp Xuất sắc nhất           |                                             | Đề cử     |
| 2009 | DJ Awards               | DJ nhạc House DJ Xuất sắc nhất                |                                             | Đề cử     |
| 2009 | DJ Magazine             | Top 100 DJs                                   |                                             | Xếp thứ 3 |
| 2010 | Grammy Awards           | Thu âm của Năm                                | "I Gotta Feeling" (với The Black Eyed Peas) | Đề cử     |
| 2010 | Grammy Awards           | Thu âm nhạc Dance Xuất sắc nhất               | "When Love Takes Over" (với Kelly Rowland)  | Đề cử     |
| 2010 | Grammy Awards           | Thu âm Phối khí Xuất sắc nhất                 | "When Love Takes Over" (với Kelly Rowland)  | Đoạt giải |
| 2010 | Grammy Awards           | Album nhạc Điện tử/Dance Xuất sắc nhất        | One Love                                    | Đề cử     |
| 2010 | World Music Awards      | DJ Xuất sắc nhất                              |                                             | Đoạt giải |
| 2010 | World Music Awards      | Nhà Sản xuất Xuất sắc nhất                    |                                             | Đoạt giải |
| 2010 | World Music Awards      | Nghệ sĩ người Pháp có Lượng bán Xuất sắc nhất |                                             | Đoạt giải |
| 2010 | NRJ Music Awards        | Album Quốc tế của Năm                         | One Love                                    | Đoạt giải |
| 2010 | DJ Magazine             | Top 100 DJs                                   |                                             | Xếp thứ 2 |
| 2011 | Grammy Awards           | Thu âm Phối khí Xuất sắc nhất                 | "Revolver" (với Madonna)                    | Đoạt giải |
| 2011 | MTV Europe Music Awards | Nghệ sĩ Nam Xuất sắc nhất                     |                                             | Đề cử     |
| 2011 | MTV Europe Music Awards | Trình diễn người Pháp Xuất sắc nhất           |                                             | Đề cử     |
| 2011 | DJ Magazine             | Top 100 DJs                                   |                                             | Xếp thứ 1 |
| 2012 | Brit Awards             | Nghệ sĩ Nam Solo Quốc tế                      | Chính anh ấy                                | Đề cử     |
| 2012 | Grammy Awards           | Thu âm nhạc Dance Xuất sắc nhất               | "Sunshine" (với Avicii)                     | Đề cử     |
| 2012 | Grammy Awards           | Album nhạc Điện tử/Dance Xuất sắc nhất        | Nothing but the Beat                        | Đề cử     |
| 2012 | Eska Music Awards       | Nghệ sĩ Quốc tế Xuất sắc nhất                 |                                             | Đoạt giải |
| 2012 | American Music Awards   | Nhạc Dance Điện tử được Yêu thích             |                                             | Đoạt giải |